# Capnia bicornata
Capnia bicornata är en bäcksländeart som beskrevs av Alouf 1992. Capnia bicornata ingår i släktet Capnia och familjen småbäcksländor. Inga underarter finns listade i Catalogue of Life.